# Big air
El big air és una disciplina esportiva que consisteix en baixar un pujol o una rampa a gran velocitat amb un monopatí, planxa de neu, esquís o moto de motocròs mentre es realitzen trucs i cabrioles. Els participants realitzen trucs complexos a l'aire, amb l'objectiu d'aconseguir una alçada i una distància considerables, tot assegurant un aterratge net. Moltes competicions també requereixen que l'atleta faci un truc específic per obtenir la màxima puntuació.
Des de 2003, el big air ha estat present als X Games i als Campionat del Món de surf de neu. El 2018, l'exhibició de big air de surf de neu es va introduir als Jocs Olímpics d'hivern. El big air formarà part, per primer cop, en la modalitat de competició dels Jocs Olímpics d'hivern a 2022 a Pequín.

## Galeria

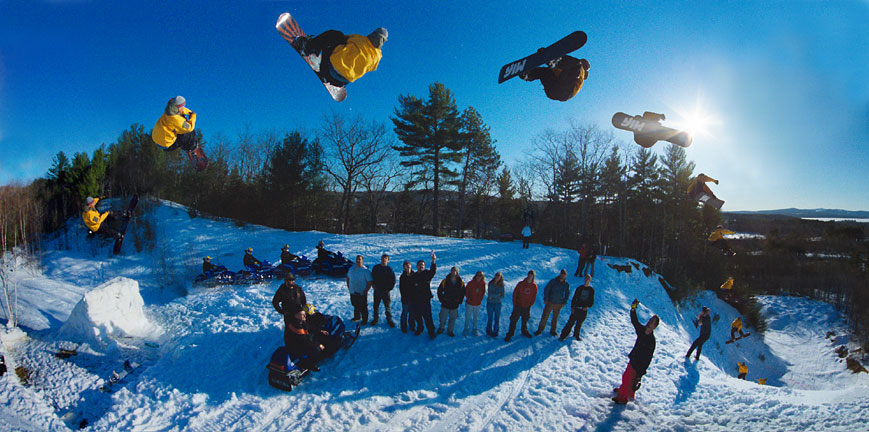
Nick Francke fent un salt directe
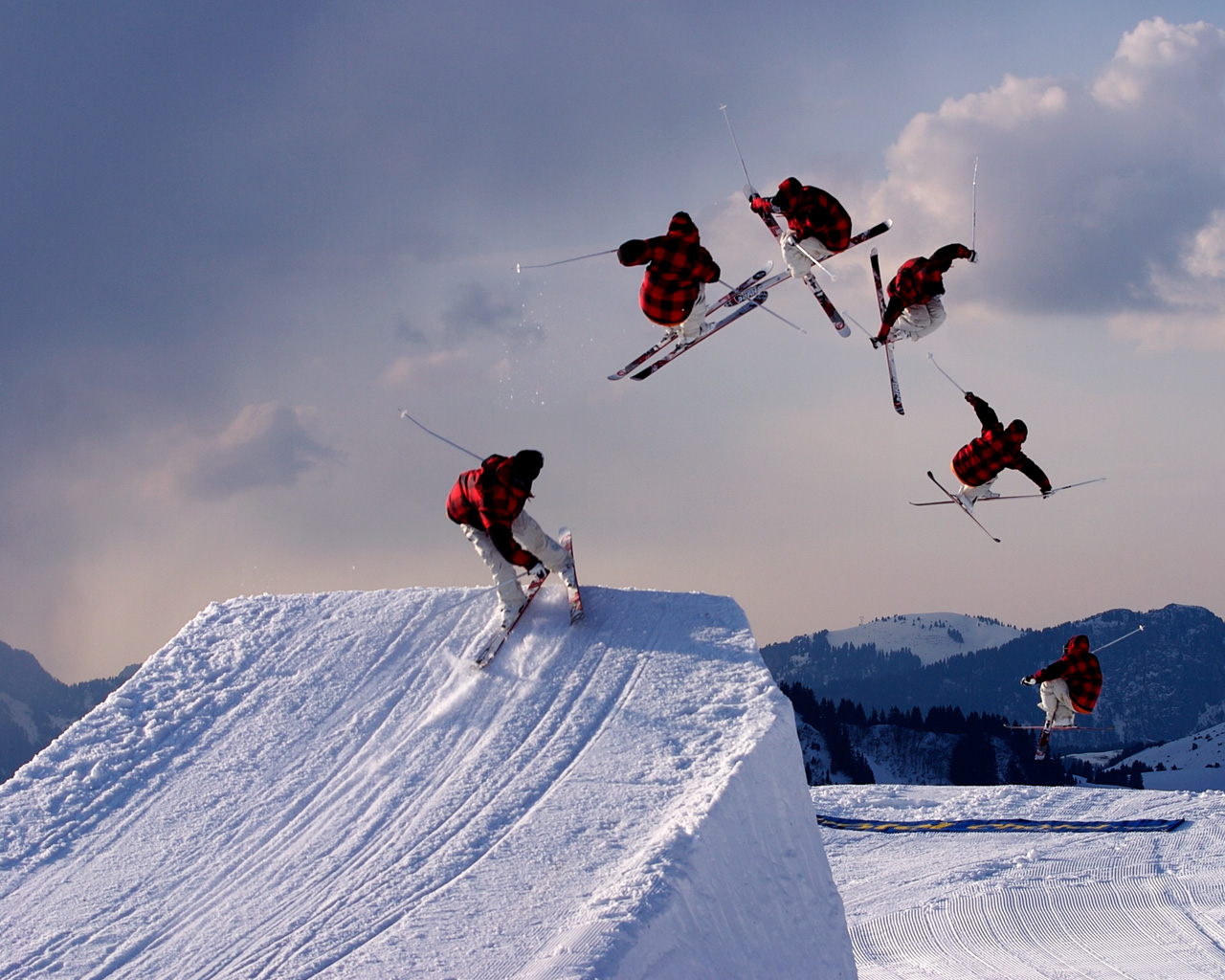
Esquí freestyle
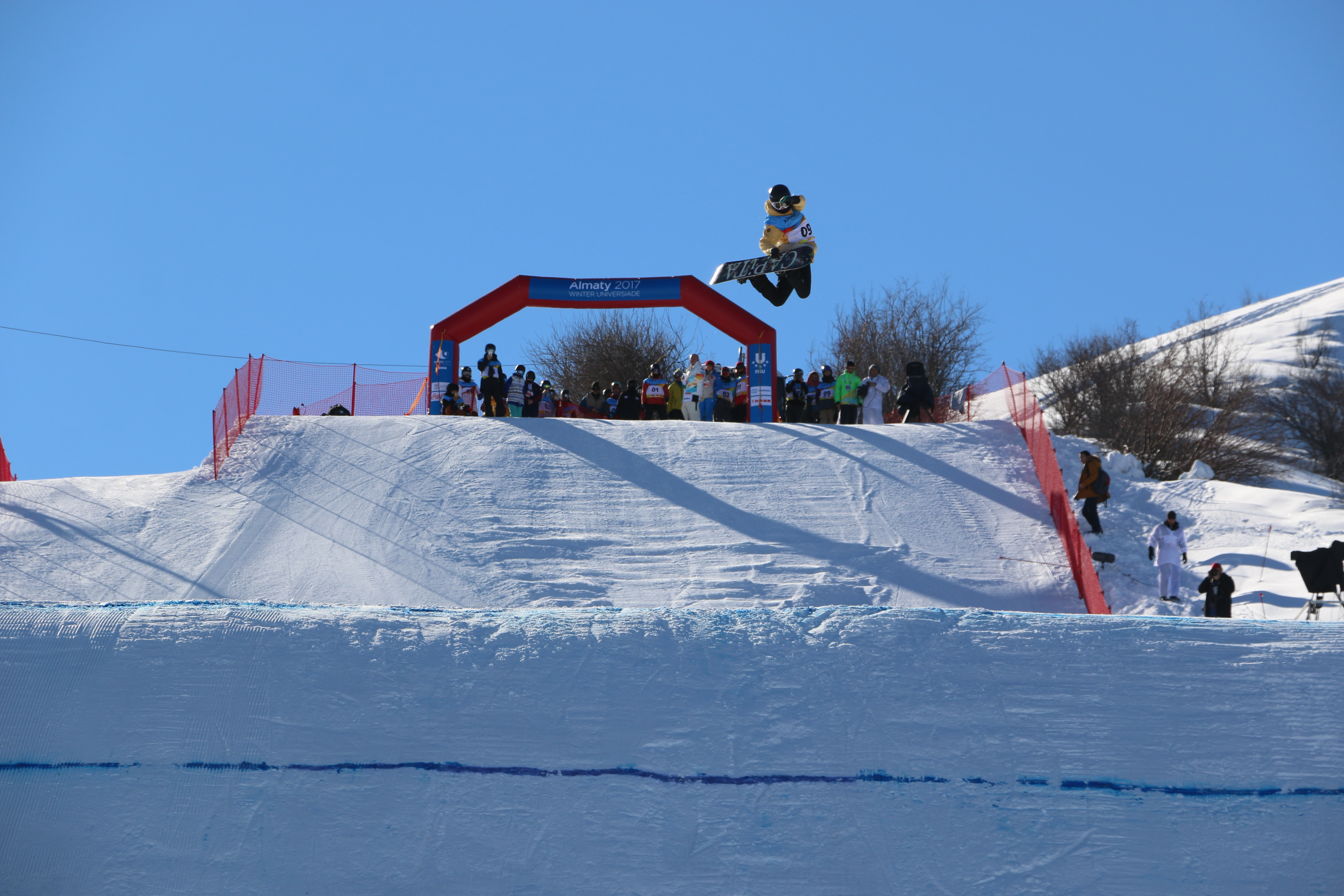
Universidade d'hivern de 2017
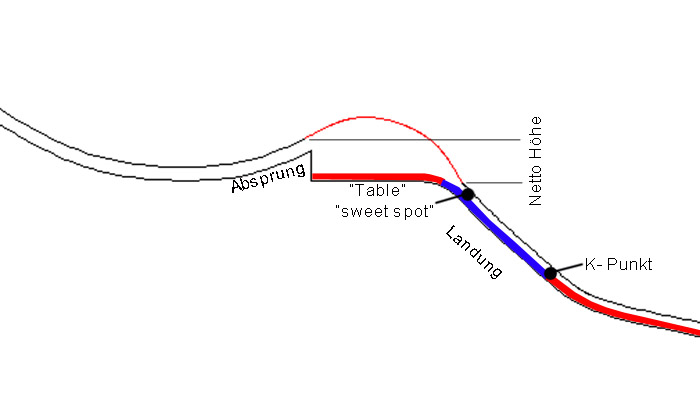
Perfil d'una rampa